# Bartramia osculatiana
Bartramia osculatiana là một loài rêu trong họ Bartramiaceae. Loài này được De Not. Mitt. mô tả khoa học đầu tiên năm 1869.